# نوا گرادیشکا
نُوا گْرادیشکا (به کرواتی: Nova Gradiška) شهری در ایالت برد پساوینا کشور کرواسی است که جمعیت آن در سال ۲۰۱۱ میلادی ۱۵٬۹۹۰ نفر بوده‌است.